# Volilne enote v Sloveniji
Slovenija je razdeljena na 8 volilnih enot in 2 posebni za volitve poslancev narodnih skupnosti, ki imajo po cca. 200.000 volilnih upravičencev (oz. 2500 za italijansko in 6500 za madžarsko narodno skupnost). 
Volilno enoto sestavlja 11 volilnih okrajev; volilni enoti za poslanca narodnih skupnosti sta hkrati tudi volilna okraja. Iz vsake volilne enote je izvoljenih 11 poslancev v Državni zbor Republike Slovenije.
Volilne enote in volilni okraji so upravno določena območja (prostorske enote), ki se uporabljajo pri izvedbi volitev. Nimajo svojih lastnih imen, ampak so v Registru prostorskih enot navedeni s številko, sicer pa jih pravilno pišemo po vzorcu občno ime + lastno ime sedeža volišča (npr. volilna enota Postojna, volilni okraj Ankaran). V RPE so volilni okraji evidentirani s krajšavo VE in zaporedno številko volilne enote, temu pa sledi pojasnilo o zaporedni številki volilnega okraja (npr. VE 2 – 5. volilni okraj).

## Volilne enote
Zakon določa naslednje volilne enote:
| #  | Volilna enota        | Volilni okraji                           | Volilni okraji                           | Volilni okraji                           | Volilni okraji                           | Volilni okraji                           | Volilni okraji                           | Volilni okraji                           | Volilni okraji                           | Volilni okraji                           | Volilni okraji                           | Volilni okraji                           |
| #  | Volilna enota        | 1                                        | 2                                        | 3                                        | 4                                        | 5                                        | 6                                        | 7                                        | 8                                        | 9                                        | 10                                       | 11                                       |
| -- | -------------------- | ---------------------------------------- | ---------------------------------------- | ---------------------------------------- | ---------------------------------------- | ---------------------------------------- | ---------------------------------------- | ---------------------------------------- | ---------------------------------------- | ---------------------------------------- | ---------------------------------------- | ---------------------------------------- |
| 1  | Kranj                | Jesenice                                 | Radovljica I                             | Radovljica II                            | Kranj I                                  | Kranj II                                 | Kranj III                                | Tržič                                    | Škofja Loka I                            | Škofja Loka II                           | Kamnik                                   | Idrija                                   |
| 2  | Postojna             | Tolmin                                   | Piran                                    | Izola                                    | Koper I                                  | Koper II                                 | Sežana                                   | Ilirska Bistrica                         | Postojna                                 | Nova Gorica I                            | Nova Gorica II                           | Ajdovščina                               |
| 3  | Center (Ljubljana)   | Logatec                                  | Vrhnika                                  | Rudnik I (Ljubljana Vič)                 | Rudnik II (Ljubljana Vič)                | Rudnik III (Ljubljana Vič)               | Rudnik IV (Ljubljana Vič)                | Center (Ljubljana)                       | Šiška I (Ljubljana)                      | Šiška II (Ljubljana)                     | Šiška III (Ljubljana)                    | Šiška IV (Ljubljana)                     |
| 4  | Bežigrad (Ljubljana) | Kočevje                                  | Ribnica                                  | Grosuplje                                | Litija                                   | Moste-Polje I (Ljubljana)                | Moste-Polje II (Ljubljana)               | Moste-Polje III (Ljubljana)              | Bežigrad I (Ljubljana)                   | Bežigrad II (Ljubljana)                  | Domžale I                                | Domžale II                               |
| 5  | Celje                | Šentjur pri Celju                        | Celje I                                  | Celje II                                 | Žalec I                                  | Žalec II                                 | Mozirje                                  | Velenje I                                | Velenje II                               | Sl. Gradec                               | Ravne na Koroškem                        | Radlje ob Dravi                          |
| 6  | Novo mesto           | Črnomelj                                 | Novo mesto I                             | Novo mesto II                            | Trebnje                                  | Brežice                                  | Krško                                    | Sevnica                                  | Laško                                    | Hrastnik                                 | Trbovlje                                 | Zagorje ob Savi                          |
| 7  | Maribor              | Šmarje pri Jelšah                        | Sl. Bistrica                             | Sl. Konjice                              | Ruše                                     | Maribor I                                | Maribor II                               | Maribor III                              | Maribor IV                               | Maribor V                                | Maribor VI                               | Maribor VII                              |
| 8  | Ptuj                 | Lendava                                  | Ormož                                    | Ljutomer                                 | M. Sobota I                              | M. Sobota II                             | G. Radgona                               | Lenart                                   | Pesnica                                  | Ptuj I                                   | Ptuj II                                  | Ptuj III                                 |
| 9  | Koper                | predstavnik italijanske narodne manjšine | predstavnik italijanske narodne manjšine | predstavnik italijanske narodne manjšine | predstavnik italijanske narodne manjšine | predstavnik italijanske narodne manjšine | predstavnik italijanske narodne manjšine | predstavnik italijanske narodne manjšine | predstavnik italijanske narodne manjšine | predstavnik italijanske narodne manjšine | predstavnik italijanske narodne manjšine | predstavnik italijanske narodne manjšine |
| 10 | Lendava              | predstavnik madžarske narodne manjšine   | predstavnik madžarske narodne manjšine   | predstavnik madžarske narodne manjšine   | predstavnik madžarske narodne manjšine   | predstavnik madžarske narodne manjšine   | predstavnik madžarske narodne manjšine   | predstavnik madžarske narodne manjšine   | predstavnik madžarske narodne manjšine   | predstavnik madžarske narodne manjšine   | predstavnik madžarske narodne manjšine   | predstavnik madžarske narodne manjšine   |